# Maresciallo dell'Unione Sovietica
Maresciallo dell'Unione Sovietica (in russo Маршал Советского Союза?, Maršal Sovetskogo Sojuza) era de facto il grado militare più elevato in Unione Sovietica (il grado più elevato de iure era quello di Generalissimo dell'Unione Sovietica, ottenuto unicamente da Stalin che tuttavia rifiutò). Il grado venne istituito nel 1935 e abolito nel 1991; quarantuno persone ottennero il grado, che aveva per la Marina Militare sovietica (in russo Военно-Морской Флот СССР?, Voenno-Morskoj Flot SSSR), un equivalente nel grado di Ammiraglio della Flotta dell'Unione Sovietica (in russo Адмирал Флота Советского Союза/Admiral Flota Sovetskogo Sojuza?).

## Storia del grado
Il grado di Maresciallo dell'Unione Sovietica venne creato per decreto del gabinetto dei Soviet, il Consiglio dei commissari del popolo dell'URSS il 22 settembre 1935. Il 20 novembre il grado venne conferito a cinque persone: il commissario del popolo e bolscevico della prima ora Kliment Vorošilov, il capo di stato maggiore dell'Armata Rossa Aleksandr Il'ič Egorov e tre comandanti veterani Vasilij Konstantinovič Bljucher, Semën Michajlovič Budënnyj, e Michail Tuchačevskij.

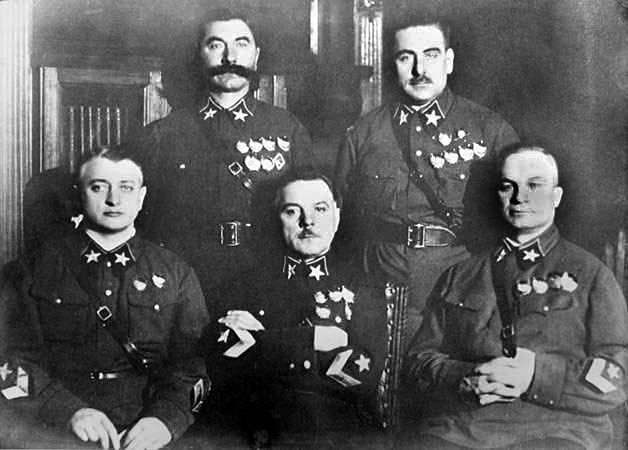
I primi cinque Marescialli dell'Unione Sovietica: da sinistra a destra: Tuchačevskij, Budënnyj, Vorošilov, Bljucher, Egorov

Di questi, Bljucher, Tuchačevskij ed Egorov furono giustiziati durante le Grandi Purghe del 1937 - 1938. Il 7 maggio 1940, furono promossi Marescialli altri tre alti ufficiali: il nuovo Commissario del Popolo per la Difesa, Semën Konstjantynovyč Tymošenko, Boris Michajlovič Šapošnikov e Grigorij Ivanovič Kulik
Nonostante il ripristino dei gradi tradizionali per gli ufficiali dell'Armata Rossa, avvenuto nel 1935, il grado di Generale venne reintrodotto solo nel 1940. Sul piano pratico il grado di Generale di Corpo d'Armata e quello di Maresciallo dell'Unione Sovietica si equivalevano, lasciando al rango di maresciallo una qualifica fortemente onorifica.
Durante la seconda guerra mondiale Tymošenko e Budënnyj furono allontanati dai loro incarichi e Kulyk venne rimosso per incompetenza, aprendo la strada a nuovi marescialli emersi dai combattimenti per le loro capacità. Tra questi spiccano Georgij Konstantinovič Žukov, Ivan Stepanovič Konev e Konstantin Konstantinovič Rokossovskij. Nel 1943 lo stesso Stalin assunse il grado di maresciallo e nel 1945 anche il Commissario del Popolo per gli Affari Interni, (NKVD) Lavrentij Pavlovič Berija ricevette questo grado. A questi marescialli non militari si aggiunse nel 1947 il politico Nikolaj Aleksandrovič Bulganin.
Dopo la guerra due marescialli vennero fucilati, il primo, Kulyk, nel 1950, mentre Berija fu eliminato nel 1953, dopo la morte di Stalin, per evitare che raggiungesse una posizione di eccessivo potere in un momento in cui molti alti dirigenti sovietici tentarono di prendere il posto che era stato di Stalin.
Successivamente il grado venne concesso solo a soldati di professione, con l'eccezione di Leonid Il'ič Brežnev, che si autoproclamò Maresciallo dell'Unione Sovietica nel 1976 e Dmitrij Fëdorovič Ustinov, Ministro della Difesa nel luglio dello stesso anno.
L'ultimo Maresciallo dell'Unione Sovietica fu Dmitrij Timofeevič Jazov, promosso nel 1990, che venne successivamente imprigionato a seguito del tentato colpo di Stato, detto putsch di Mosca, contro Michail Sergeevič Gorbačëv, nell'agosto del 1991. Il maresciallo Sergej Fëdorovič Achromeev si suicidò nel 1991 durante la dissoluzione dell'Unione Sovietica.
Il grado venne ufficialmente abolito nel dicembre dello stesso anno e sostituito, per la Russia, dal rango di Maresciallo della Federazione Russa in russo Маршал Российской Федерации?, Maršal Rossijskoj Federacii, raggiunto da una sola persona, Igor' Dmitrievič Sergeev (Игорь Дмитриевич Сергеев), Ministro della Difesa della Federazione Russa dal 1997 al 2001.
I Marescialli dell'Unione Sovietica possono essere divisi in tre gruppi generazionali:
- Coloro che si distinsero durante la Guerra civile russa. Questo gruppo include sia gli ufficiali che vennero eliminati durante le Grandi purghe (Bljucher, Tuchačevskij e Egorov) che i marescialli che ebbero posizioni di comando durante i primi anni della Grande guerra patriottica (Budënnyj, Kulyk, Šapošnikov, Tymošenko e Vorošylov). Tutti questi ultimi, tranne Šapošnikov e Vorošylov, vennero rimossi dai loro incarichi per incompetenza.
- Coloro che si distinsero durante la Grande guerra patriottica e raggiunsero gradi elevati durante la seconda parte della guerra, tra cui Žukov, Vasilevskij, Konev, Malinovskij, Tolbuchin e Govorov.
- Coloro che raggiunsero gradi elevati nell'Esercito Sovietico durante la guerra fredda. Tutti erano stati ufficiali durante la guerra e avevano ricoperto alte cariche all'interno delle forze del Patto di Varsavia o come ministri della difesa sovietici. In questo gruppo rientrano Andrej Antonovič Grečko, Ivan Ignat'evič Jakubovskij, Viktor Georgievič Kulikov, Nikolaj Vasilievič Ogarkov, Sergej Fëdorovič Achromeev e Dmitrij Timofeevič Jazov

Da questa suddivisione rimangono esclusi Brežnev, commissario politico durante il conflitto, e Ustinov, allora dirigente in una fabbrica di armamenti. Anche l'ultimo maresciallo, Jazov, ventenne al momento della fine della guerra, era stato comandante di plotone. Nessun maresciallo ebbe esperienze di combattimento dopo la fine della seconda guerra mondiale.
| Gradi delle Forze Armate dell'Unione Sovietica              | Gradi delle Forze Armate dell'Unione Sovietica              | Gradi delle Forze Armate dell'Unione Sovietica                                         |
| ----------------------------------------------------------- | ----------------------------------------------------------- | -------------------------------------------------------------------------------------- |
| grado inferiore: Generale dell'Armata (Генерал армии)       | Maresciallo dell'Unione Sovietica (Маршал Советского Союза) | grado superiore: Generalissimo dell'Unione Sovietica (Генералиссимус Советского Союза) |
| Maresciallo comandante di Corpo (Главный ма́ршал ро́да во́йск) | Maresciallo dell'Unione Sovietica (Маршал Советского Союза) | grado superiore: Generalissimo dell'Unione Sovietica (Генералиссимус Советского Союза) |

## Distintivo di grado
Il distintivo di grado era costituito da una grande stella e l'emblema dell'Unione Sovietica. La stella fino al 1955 era di colore argento e dal 1955 di colore oro bordata di rosso.

Insegna per il bavero della giacca dal 1935 al 1940
Insegna per bavero della giacca dal 1940 al 1943
Insegna da paramano dal 1940 al 1943
Controspallina di dal 1943 al 1955
Controspallina dal 1955 al 1991

## Elenco dei marescialli dell'Unione Sovietica
| Foto                      | Nome                                                                          | Vita      | Data della promozione | Tipo di comando                                       |
| ------------------------- | ----------------------------------------------------------------------------- | --------- | --------------------- | ----------------------------------------------------- |
| Voroshilov, Kliment       | Kliment Efremovič Vorošilov Климент Ефремович Ворошилов                       | 1881–1969 | novembre 1935         | esercito/politica                                     |
| Tukhachevsky, Mikhail     | Michail Nikolaevič Tuchačevskij Михаил Николаевич Тухачевский                 | 1893–1937 | novembre 1935         | esercito                                              |
| Yegorov, Alexander        | Aleksandr Il'ič Egorov Александр Ильич Егоров                                 | 1883–1939 | novembre 1935         | esercito                                              |
| Budyonny, Semyon          | Semën Michajlovič Budënnyj Семён Михайлович Будённый                          | 1883–1973 | novembre 1935         | esercito                                              |
| Blyukher, Vasily          | Vasilij Konstantinovič Bljucher Василий Константинович Блюхер                 | 1890–1938 | novembre 1935         | esercito                                              |
| Timoshenko, Semyon        | Semën Konstantinovič Timošenko Семён Константинович Тимошенко                 | 1895–1970 | maggio 1940           | esercito                                              |
| Kulik, Grigory            | Grigorij Ivanovič Kulik Григорий Иванович Кулик                               | 1890–1950 | maggio 1940           | esercito                                              |
| Shaposhnikov, Boris       | Boris Michajlovič Šapošnikov Борис Михайлович Шапошников                      | 1882–1945 | maggio 1940           | esercito                                              |
| Zhukov, Sergei            | Georgij Konstantinovič Žukov Георгий Константинович Жуков                     | 1896–1974 | gennaio 1943          | esercito                                              |
| Vasilevsky, Aleksandr     | Aleksandr Michajlovič Vasilevskij Александр Михайлович Василевский            | 1895–1977 | febbraio 1943         | esercito                                              |
| Stalin, Josif             | Iosif Vissarionovič Stalin Иосиф Виссарионович Сталин                         | 1879–1953 | marzo 1943            | politica                                              |
| Konev, Ivan               | Ivan Stepanovič Konev Иван Степанович Конев                                   | 1897–1973 | febbraio 1944         | esercito                                              |
| Govorov, Leonid           | Leonid Aleksandrovič Govorov Леонид Александрович Говоров                     | 1897–1955 | giugno 1944           | esercito                                              |
| Rokossovsky, Konstantin   | Konstantin Konstantinovič Rokossovskij Константин Константинович Рокоссовский | 1896–1968 | giugno 1944           | esercito                                              |
| Malinovsky, Rodion        | Rodion Jakovlevič Malinovskij Родион Яковлевич Малиновский                    | 1898–1967 | settembre 1944        | esercito                                              |
| Tolbukhin, Fyodor         | Fëdor Ivanovič Tolbuchin Фёдор Иванович Толбухин                              | 1894–1949 | settembre 1944        | esercito                                              |
| Meretskov, Kirill         | Kirill Afanas'evič Mereckov Кирилл Афанасьевич Мерецков                       | 1897–1968 | ottobre 1944          | esercito                                              |
| Beria, Lavrentiy          | Lavrentij Pavlovič Berija Лаврентий Павлович Берия                            | 1899–1953 | luglio 1945           | NKVD/MGB                                              |
| Sokolovsky, Vasily        | Vasilij Danilovič Sokolovskij Василий Данилович Соколовский                   | 1897–1968 | luglio 1946           | esercito                                              |
| Bulganin, Nikolai         | Nikolaj Aleksandrovič Bulganin Николай Александрович Булганин                 | 1895–1975 | novembre 1947         | politica                                              |
| Bagramyan, Hovhannes      | Ovanes Chačaturovič Bagramjan Иван Христофорович Баграмян                     | 1897–1982 | marzo 1955            | esercito                                              |
| Biriuzov, Sergei          | Sergej Semënovič Birjuzov Сергей Семёнович Бирюзов                            | 1904–1964 | marzo 1955            | esercito/difesa aerea/forze missilistiche strategiche |
| Grechko, Andrei           | Andrej Antonovič Grečko Андрей Антонович Гречко                               | 1903–1976 | marzo 1955            | esercito                                              |
| Yeremenko, Andrei         | Andrej Ivanovič Erëmenko Андрей Иванович Ерёменко                             | 1892–1970 | marzo 1955            | esercito                                              |
| Moskalenko, Kirill        | Kirill Semënovič Moskalenko Кирилл Семёнович Москаленко                       | 1902–1985 | marzo 1955            | esercito/forze missilistiche strategiche              |
| Chuikov, Vasily           | Vasilij Ivanovič Čujkov Василий Иванович Чуйков                               | 1900–1982 | marzo 1955            | esercito                                              |
| Zakharov, Matvei          | Matvej Vasil'evič Zacharov Матвей Васильевич Захаров                          | 1898–1972 | maggio 1959           | esercito                                              |
| Golikov, Filipp           | Filipp Ivanovič Golikov Филипп Иванович Голиков                               | 1900–1980 | maggio 1961           | esercito                                              |
| Krylov, Nikolay Ivanovich | Nikolaj Ivanovič Krylov Николай Иванович Крылов                               | 1903–1972 | maggio 1962           | esercito/forze missilistiche strategiche              |
| Yakubovsky, Ivan          | Ivan Ignat'evič Jakubovskij Иван Игнатьевич Якубовский                        | 1912–1976 | aprile 1967           | esercito                                              |
| Batitsky, Pavel           | Pavel Fëdorovič Batickij Павел Фёдорович Батицкий                             | 1910–1984 | aprile 1968           | difesa aerea                                          |
| Koševoj, Pëtr             | Pëtr Kirillovič Koševoj Пётр Кириллович Кошевой                               | 1904–1976 | aprile 1968           | esercito                                              |
| Brezhnev, Leonid          | Leonid Il'ič Brežnev Леонид Ильич Брежнев                                     | 1906–1982 | maggio 1976           | politica                                              |
| Ustinov, Dmitriy          | Dmitrij Fëdorovič Ustinov Дмитрий Фёдорович Устинов                           | 1908–1984 | luglio 1976           | politica                                              |
| Kulikov, Viktor           | Viktor Georgievič Kulikov Виктор Георгиевич Куликов                           | 1921–2013 | gennaio 1977          | esercito                                              |
| Ogarkov, Nikolai          | Nikolaj Vasil'evič Ogarkov Николай Васильевич Огарков                         | 1917–1994 | gennaio 1977          | esercito                                              |
| Sokolov, Sergei           | Sergej Leonidovič Sokolov Сергей Леонидович Соколов                           | 1911–2012 | febbraio 1978         | esercito                                              |
| Akhromeyev, Sergei        | Sergej Fëdorovič Achromeev Сергей Фёдорович Ахромеев                          | 1923–1991 | marzo 1983            | esercito                                              |
| Kurkotkin, Semyon         | Semën Konstantinovič Kurkotkin Семён Константинович Куркоткин                 | 1917–1990 | marzo 1983            | esercito                                              |
| Petrov, Vasily Ivanovich  | Vasilij Ivanovič Petrov Василий Иванович Петров                               | 1917–2014 | marzo 1983            | esercito                                              |
| Yazov, Dmitry             | Dmitrij Timofeevič Jazov Дмитрий Тимофеевич Язов                              | 1924–2020 | aprile 1990           | esercito                                              |

1. ↑  Rokossovskij fu anche Maresciallo di Polonia dal 1949